# Reino Unido de Ecuador, Perú y Bolivia
El Reino Unido de Ecuador, Perú y Bolivia fue el nombre que recibió el proyecto de reconquista elaborado en 1846 por el expresidente de Ecuador Juan José Flores, exiliado en Francia tras ser desposeído del poder, en contacto con la también exiliada, la exregente María Cristina de Borbón-Dos Sicilias, madre de la reina Isabel II de España. 
El proyecto planeaba obtener los tres principales territorios del Imperio español en el Virreinato del Perú: La Provincia de Quito (República del Ecuador), Virreinato del Perú (República del Perú) y la Audiencia de Charcas (República de Bolivia).

## Historia

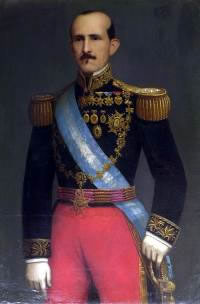
Juan José Flores, financiado por María Cristina de Borbón, planificó crear el Reino Unido de Ecuador, Perú y Bolivia.

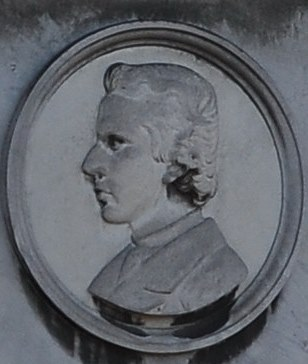
Agustín Muñoz y Borbón, pretendiente al trono de Ecuador, Perú y Bolivia.

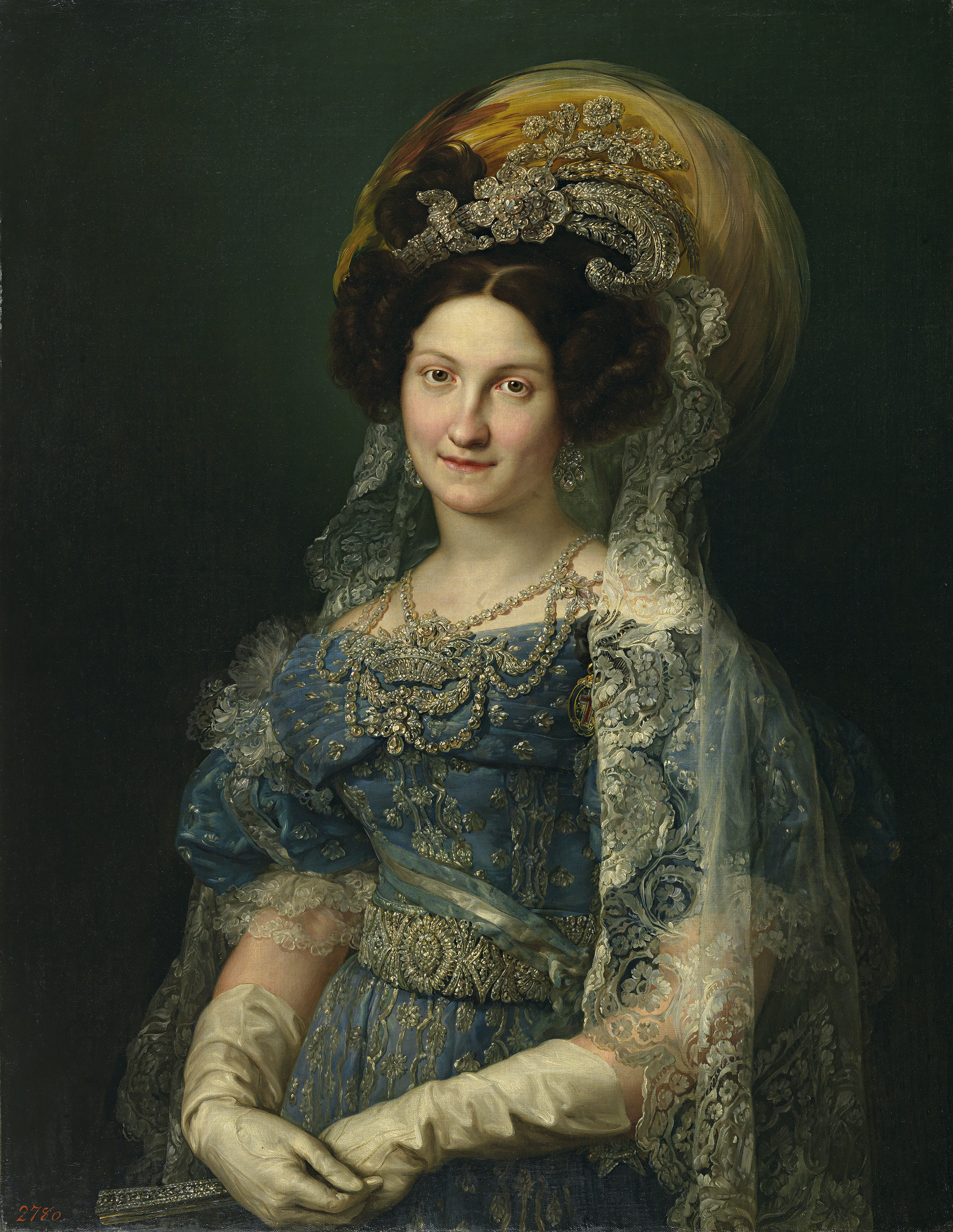
María Cristina de Borbón-Dos Sicilias en un retrato de 1830, como reina consorte de España por su matrimonio con el rey Fernando VII. Exiliada en París desde 1840, tras verse obligada a renunciar a la regencia en nombre de su hija, financió el proyecto de Flores.

Tras su derrocamiento, Juan José Flores —presidente de Ecuador en los periodos 1830-1834, 1839-1843 y 1843-1845— planificó en 1846 un proyecto para realizar una expedición monárquica, pues estaba convencido de la ingobernabilidad del Ecuador bajo un sistema republicano, y de que o una dictadura presidida por él o una monarquía podían rescatar al país de la guerra civil por la lucha de poderes en la que se encontraba. Flores reunió 6000 hombres en Europa para emprender una expedición monárquica con el objetivo de conquistar Ecuador e instaurar allí una monarquía presidida por un príncipe europeo con trono en Quito, y posteriormente expandir el nuevo reino, absorbiendo las repúblicas del Perú y Bolivia para conformar el «Reino Unido de Ecuador, Perú y Bolivia».
Se puso en contacto con su amigo y antiguo compañero en las luchas independentistas, el general irlandés Richard Wright, quien se encontraba en Inglaterra como antiguo embajador ecuatoriano, a quien le encomendó la tarea de reclutar 1200 hombres, obtener armas suficientes y adquirir tres buques de guerra para proceder a invadir y conquistar Ecuador. También se contactó con José Joaquín de Mora, agente del general Andrés de Santa Cruz en Europa, para que intercediera por la causa ante el ministro Palmerston, que acababa de hacerse cargo por segunda vez de la Oficina británica de Asuntos Exteriores. Santa Cruz en ese entonces se encontraba también en el exilio, tras haber establecido la Confederación Perú-Boliviana, la cual había sido disuelta en 1839, sin embargo no desistía en su sueño de restaurar su Confederación por cualquier medio, es por ello que su principal adversario, el presidente chileno Manuel Bulnes se mantenía alerta de las incursiones y planes de Santa Cruz, las cuales informaba al gobierno argentino de Juan Manuel de Rosas.

Se recela también con bastante probabilidad que los Generales Flores y Santa Cruz estén unidos en la empresa, y que se trate de resucitar, bajo una forma u otra, tal vez la monárquica, la antigua Confederación Perú - Boliviana.
Carta de Manuel Bulnes (presidente de Chile) a Juan Manuel de Rosas (encargado de la Confederación Argentina).

El proyecto de Flores recibió el apoyo y financiamiento de la exregente del Reino de España, María Cristina de Borbón-Dos Sicilias, exiliada en Francia, donde se encontró con Flores, por lo que se estableció que el candidato a rey de este nuevo reino sería Agustín Muñoz y Borbón, a quien ella hacía llamar príncipe de Ecuador y restaurador de la monarquía en Perú y Bolivia, hijo de María Cristina de Borrbón y de su segundo esposo, Agustín Muñoz, a quien había conocido como simple guardia de corps tras la muerte del rey Fernando VII. Asimismo existen otros documentos por los cuales se presume que el rey Luis Felipe I de Francia pudo también haber estado involucrado en este proyecto, financiando económicamente, al igual que había hecho María Cristina de Borbón, para colocar en el trono sudamericano a sus hijos Antonio de Orleans y Luisa Fernanda de Borbón, quienes acababan de contraer matrimonio.
El 7 de agosto de 1846 el diario madrileño El Clamor Público hizo de conocimiento general la noticia del proyecto de expedición monarquista floreano-borbónica a Ecuador, con el que estalló el escándalo en Europa. Para el 20 de octubre, la creciente oposición de la opinión pública británica que se sumó a las gestiones de las delegaciones latinoamericanas en ese país, se intensificó con la protesta formal de más de treinta casas comerciales comandadas por la Baring Brothers, que veían en el proyecto del general Flores una amenaza a los intereses económicos ingleses, tal como lo había planteado antes el ministro peruano Iturregui.
Esta situación obligó a Palmerston a confiscar las naves del general Flores, que se encontraban ancladas en el East India Dock de Londres, a través de funcionarios de aduanas, invocando la Ley de Reclutamiento Extranjero. De igual forma, inició una demanda contra los responsables de la empresa, mientras a la par el alcalde de Limerick (Irlanda) se hizo cargo de detener el reclutamiento que se llevaba a cabo en esa localidad.
Toda esta situación obligó a Flores, que se encontraba en París, a acudir a Inglaterra para defenderse y obtener la devolución de sus barcos, pero ante la posibilidad de verse envuelto en el juicio intentó regresar a España vía París. Las malas noticias no acabaron para Flores, pues en España, Joaquín José de Osma, publicó en los periódicos de la capital ibérica la noticia del embargo que, sumado a otros motivos, obligó al gabinete de Francisco Javier de Istúriz, que lo había apoyado, a dimitir. El nuevo Gobierno, encabezado por el VIII duque consorte de Sotomayor, revirtió el depósito de soldados que se encontraban listos para la intentona en el puerto de Santander. Flores permaneció por varios meses en Europa, tratando inútilmente de recuperar sus naves con el apoyo de la exregente María Cristina de Borbón, que quería recuperar parte de su inversión.

### Plan
Aunque la mayoría de los registros diplomáticos apuntan como posible candidato al trono de Ecuador a Agustín Muñoz de Borbón-Dos Sicilias, hijo del segundo matrimonio de María Cristina de Borbón con el duque de Riánsares, hay evidencia que sugiere que el rey Luis Felipe I de Francia también pudo haber estado involucrado en este esquema, usando su propio dinero, como el de María Cristina de Borbón, para establecer el liderazgo de América del Sur para sus hijos: Antonio de Orleans y Luisa Fernanda de Borbón.

### Fin
El gobierno francés negó cualquier participación o apoyo a la conquista española de Ecuador, y la intentona del general Flores y la ex reina regente de España se vieron frustradas.